# Oregon Public Broadcasting

Logo von OPB

Oregon Public Broadcasting (OPB) ist ein nichtkommerzielles Rundfunkunternehmen für weite Teile Oregons und den südlichen Teil von Washington State mit Sitz in Portland.
OPB produziert 24-stündige Radio- und Fernsehprogramme. Dazu werden eigene Fernsehsendeanlagen und über 20 regionale Radiostationen betrieben. Diese senden auf UKW und Mittelwelle. Die Inhalte bestehen aus Eigenproduktionen mit regionalem Bezug und Übernahmen des Public Broadcasting Service (PBS), des National Public Radio (NPR), Public Radio International (PRI) und des BBC World Service.

## Geschichte

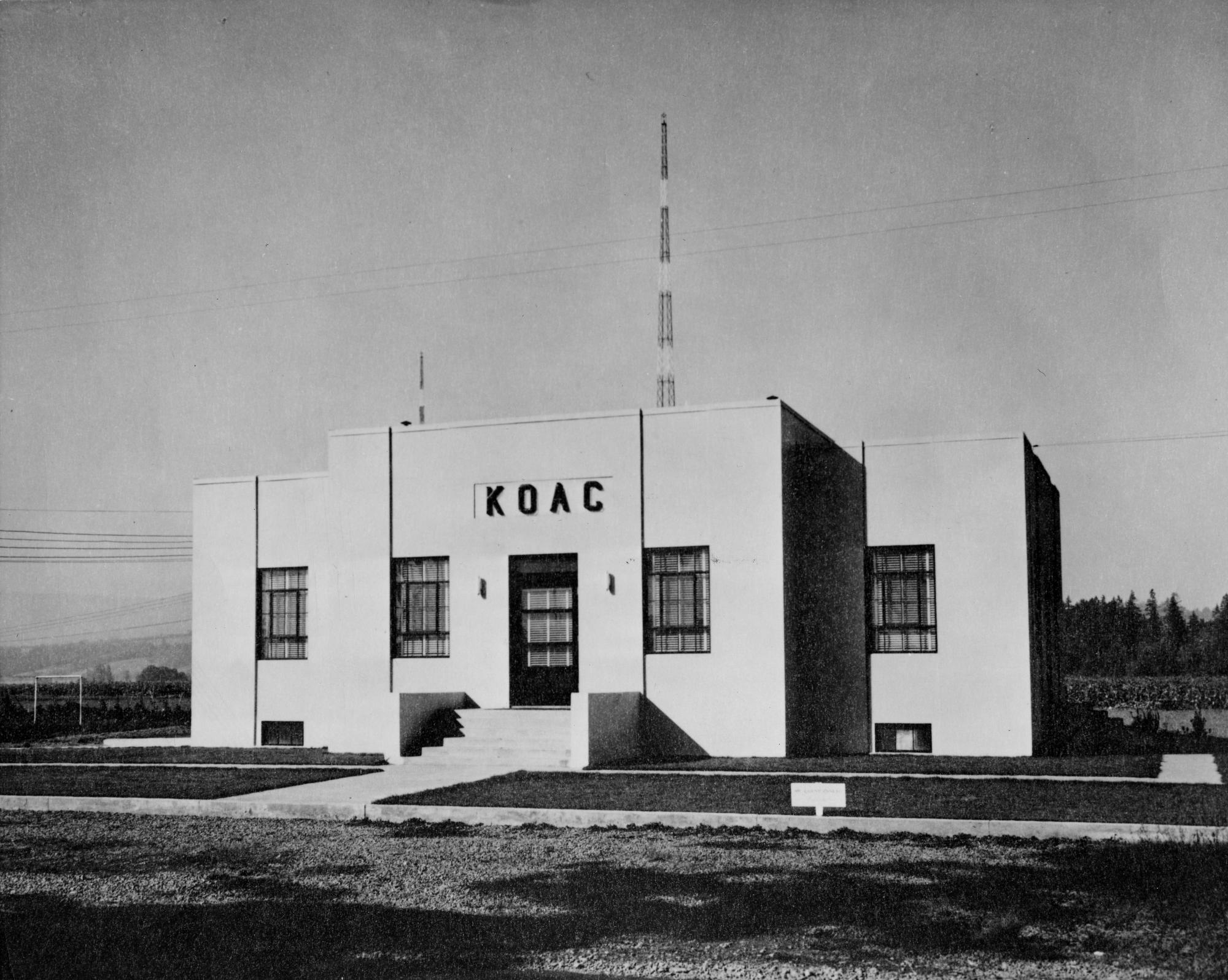
Das KOAC-Gebäude um 1941

Der Sendebetrieb startete 1923 unter dem Rufzeichen KFDJ. Das Programm wurde vom Campus des Oregon Agricultural College in Cornvallis (heute Oregon State University) als Teil eines physikalischen Experimentes ausgestrahlt. In den 1920er Jahren erhielt der Sender das Rufzeichen KOAC (Oregon Agricultural College) und bezog Studios in der Covell Hall der Oregon State University. 1957 kam der TV-Betrieb als KOAC-TV dazu. Die heutige Struktur von OPB wurde 1979 geschaffen, als die „Oregon Commission on Public Broadcasting“ (OPB) gegründet wurde. 1981 wurde die OPB vom „Department of Higher Education“ unabhängig und somit eine eigenverantwortliche staatliche Agentur Oregons (state agency).

## Fernsehsender
| Station | Sitz      | Kanalart (VHF/UHF) | Erstmalige Ausstrahlung | Ausgeschriebene Bedeutung   | ERP     |
| ------- | --------- | ------------------ | ----------------------- | --------------------------- | ------- |
| KOPB-TV | Portland  | 10 (VHF) 10        | 06.02.1961              | Oregon Public Broadcasting  | 46 kW   |
| KOAC-TV | Corvallis | 7 (VHF) 7          | 07.10.1957              | Oregon Agricultural College | 18,1 kW |
| KEPB-TV | Eugene    | 29 (UHF) 28        | 27.09.1990              | Eugene Public Broadcasting  | 100 kW  |
| KOAB-TV | Bend      | 11 (VHF) 3         | 24.02.1970              | KOAC Bend                   | 90 kW   |
| KTVR-TV | La Grande | 13 (VHF) 13        | 06.12.1964              | Television Grande Ronde     | 16,1 kW |